# Mojmír Klánský
Mojmír Klánský (19. dubna 1921 Kdyně – 23. září 1983 Štěchovice) byl český žurnalista, dramatik a prozaik.

## Život
Narodil se do učitelské rodiny jako Mojmír Kölbl. Ve třicátých letech se rodina přestěhovala do Prahy. Klánský byl pro své komunistické smýšlení vyloučen z gymnázia a byl nucen přejít na reálné gymnázium ve Vršovicích, kde roku 1940 maturoval. Absolvoval účetnický kurz při obchodní akademii, složil učitelské zkoušky. Zároveň studoval na konzervatoři hru na klavír a dirigentství a na Filozofické fakultě Univerzity Karlovy estetiku u Mukařovského.
Od roku 1947 vystřídal několik pracovních pozic v Československém rozhlasu. Roku 1952 odešel do Ostravy na Novou huť. V roce 1954 byl vedoucím Ústředního kulturního domu v Praze a následně působil jako redaktor Květů. 1957 pracoval jako korektor v tiskárně, 1958 působil jako redaktor Besedy a od roku 1959 v Zemědělských novinách. Kromě přispívání do různých periodik, napsal i několik rozhlasových her. V roce 1969 mu byla zakázána publikační činnost. Pracoval v JZD a v plemenářském středisku, než odešel do invalidního důchodu.

## Dílo

### Rozhlasové hry
- Schůze (1962)
- Soused (1963)
- Život Jiřiny Hlavsové (1963)

### Próza
- Sedm dní (1963) – městský román, idealizuje hlavní postavy.
- Ranč (1967) – reportážní kniha, popisuje zrod prvního zemědělského družstva v Brnířově. Autor se pokoušel zachytit komplikovanou situaci na vesnici a charaktery lidí.
- Zázračný plamen (1972, samizdat)
- Albatros (1974, samizdat)
- Vyhnanství (1975 samizdat, dokončeno 1969) – baladická próza, Klánského vrcholné vícevrstvé dílo. Osud houževnatého člověka, do jehož života zasáhne komunistický režim.
- Zemědělství a jaro (1979, samizdat)
- Kachnička (1984)